# Општина Пожежена
Општина Пожежена (рум. Comuna Pojejena) је општина у округу Караш-Северин у југозападној Румунији. Према попису из 2011. године у општини је било 2.884 становника. Седиште општине је насеље Пожежена. Значајна је по присутној српској националној мањини у Румунији.
Општина Пожежена се налази уз Дунав, у румунском делу Ђердапа (код месних Срба познат као Банатска клисура).

## Насељена места
Општина се састоји из 5 насеља:
- Белобрешка
- Дивић
- Пожежена - седиште општине
- Радимна
- Сушка

## Становништво
Према попису становништва из 2011. године у општини је живело 2.884 становника. Већинско становништво су били Румуни којих је било 50,5%, затим следе Срби са 45,8% становништва. Села Белобрешка, Дивић и Радимна имају претежну српску већину, док су у Пожежени и Шушки већина Румуни.
| Етнички састав према попису из 2011. године‍ | Етнички састав према попису из 2011. године‍ | Етнички састав према попису из 2011. године‍ | Етнички састав према попису из 2011. године‍ | Етнички састав према попису из 2011. године‍ |
| ------------------------------------------- | ------------------------------------------- | ------------------------------------------- | ------------------------------------------- | ------------------------------------------- |
|                                             |                                             |                                             |                                             |                                             |
| Румуни                                      | Румуни                                      |                                             | 1.456                                       | 50,5%                                       |
| Срби                                        | Срби                                        |                                             | 1.320                                       | 45,8%                                       |
| Роми                                        | Роми                                        |                                             | 29                                          | 1%                                          |

На попису становништва из 2002. године општина је имала 3.300 становника, а већину су чинили Срби.
| Етнички састав према попису из 2002. године‍ | Етнички састав према попису из 2002. године‍ | Етнички састав према попису из 2002. године‍ | Етнички састав према попису из 2002. године‍ | Етнички састав према попису из 2002. године‍ |
| ------------------------------------------- | ------------------------------------------- | ------------------------------------------- | ------------------------------------------- | ------------------------------------------- |
|                                             |                                             |                                             |                                             |                                             |
| Срби                                        | Срби                                        |                                             | 1.719                                       | 52,1%                                       |
| Румуни                                      | Румуни                                      |                                             | 1.515                                       | 45,9%                                       |
| Роми                                        | Роми                                        |                                             | 38                                          | 1,1%                                        |